# Fafá de Quiniam
Fafá foi um chefe africano do século XIX de Quiniam.

## Vida
Fafá era um ex-cativo do Império Bamana de Segu. Durante o reinado do fama Daúda Traoré (r. 1860–1862) do Quenedugu, enviou seu povo a Bugula para desafiá-lo. Daúda tentou enfrentá-lo, mas ao não conseguir incentivou Fafá a conduz incursões ao norte de Ganadugu, obrigando vilas da região, que até então eram vassalas de Daulá Traoré, a aceitarem sua suserania. Logo ao assumir o poder, Molocunanfá Traoré (r. 1862–1866) iniciou uma guerra mortal contra Fafá, que à época havia incendiado todas as vilas próximo a Bugula. O filho de 10 anos de Molocunanfá, Saabatiemoro, foi levado cativo de Prempa. Tempos depois, seu irmão Tiebá capturou o filho de Fafá e leva-o a Sicasso, o que impeliu Fafá a entrar em negociação para libertá-lo; Saabatiemoro foi então libertado.